# Heimerado de Hassungen
San Heimerado (también conocido como Heimrad, Haimrad o Heimo, Messkirch, Baden, h. 970-cerca de Kassel, 28 de junio de 1019) fue un sacerdote, peregrino y predicador alemán, popularmente reverenciado como el Santo loco. Es venerado como santo por la Iglesia católica.

## Biografía
Nacido de padres libres, Heimerado comenzó una serie de peregrinajes por Alemania, Italia y Palestina. A su retorno a Alemania, se convirtió en monje en la abadía de Hersfeld, pero fue expulsado después de una disputa sobre el hábito de la orden. Tampoco fue aceptado en el monasterio en Paderborn. Su inusual estilo de vida lo llevó a diferentes lugares y se fue aislando poco a poco. Al final, fundó un lugar en Hasunger Berg (hoy Burghasungen en Zierenberg). A pesar de ser un sitio escarpado, se convirtió en un lugar de peregrinaje y, con el paso del tiempo, llegó a ser venerado como santo y su consejo era buscado por los grandes. Conocía a la emperatriz Cunegunda, el obispo Meinwerk de Paderborn y Aribo, arzobispo de Maguncia. Murió en 1019, el 28 de junio, día en el que se celebra su festividad.

## Veneración
La fuente principal de su vida es la biografía escrita por el monje de Ekkebert Hersfeld entre 1072 y 1090. Aribo, arzobispo de Maguncia, mandó construir una iglesia sobre la tumba de Heimerado en el Berg Hasunger dos años después de su muerte, en 1021. Este lugar sirvió como el núcleo de la Abadía de Hasungen, fundada en 1074. Las peregrinaciones a su tumba llegaron a su punto culminante en la segunda mitad del siglo XI, cuando Hasungen fue clasificado como uno de los lugares de peregrinación más visitados de Alemania junto a la tumba de san Sebaldo de Núremberg. En los siglos posteriores, sobre todo después de la disolución de la abadía de Hasungen en el siglo XVIII, la veneración de Heimerado decreció drásticamente.